# David Peter Lewis

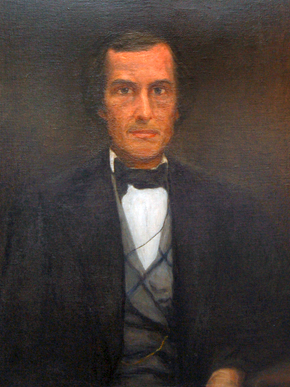
Portrait von David Peter Lewis

David Peter Lewis (* 1. Januar 1820 im Charlotte County, Virginia; † 3. Juli 1884 in Huntsville, Alabama) war ein US-amerikanischer Politiker (Republikanische Partei) und von 1872 bis 1874 der 23. Gouverneur des Bundesstaates Alabama.

## Frühe Jahre und politischer Aufstieg
Der aus Virginia stammende Lewis zog mit seiner Familie ins Madison County in Alabama, wo er die örtliche Schule besuchte. Er studierte Jura in Huntsville, wurde als Anwalt zugelassen und eröffnete eine Kanzlei im Lawrence County. Lewis, der Sezession feindlich gesonnen, war 1861 ein Mitglied von Alabamas Sezessionskonvent, wo er die verabschiedete Sezessionsverordnung unterschrieb. Ferner wurde er als Deputierter in den provisorischen Konföderiertenkongress gewählt; jedoch trat er 1863 von seinem Amt zurück, als er zum Bezirksrichter ernannt wurde. Nachdem er einige Monate seiner Tätigkeit dort nachgegangen war, wurde Lewis befohlen, sich zum Wehrdienst bei der Konföderiertenarmee zu melden. Daraufhin überquerte er die Unionslinien bei Nashville und verblieb dort bis Kriegsende. Er kehrte 1865 zurück und nahm seine Anwaltstätigkeit in Huntsville wieder auf.

## Gouverneur von Alabama
Lewis wurde am 5. November 1872 zum Gouverneur von Alabama gewählt und am 17. November 1872 in sein Amt vereidigt. Während seiner Amtszeit gewannen die Demokraten die Kontrolle über das Parlament, jedoch weigerte sich Lewis, diesen Wechsel zu akzeptieren und anerkannte stattdessen ein Gremium radikaler Republikaner. Da sich die Republikaner in einem bundesstaatlichen Gerichtsgebäude trafen, wurden sie als Courthouse Legislature bekannt. Am Ende schritt der US-Generalstaatsanwalt ein, woraufhin die Demokraten an die Macht kamen. Lewis’ Amtszeit war geprägt von anhaltenden Problemen mit den Eisenbahnobligationen und der zunehmenden Staatsverschuldung. Ferner wurde 1873 die Stadt Anniston, die State Normal School (heute die University of North Alabama) sowie die State Colored Normal and Industrial School (heute Alabama Agricultural and Mechanical University) gegründet.
Lewis trat zur Wiederwahl an, jedoch wurde er von dem Demokraten George S. Houston geschlagen, sodass er am 24. November 1874 aus dem Amt schied.

## Weiterer Lebenslauf
David Peter Lewis kehrte nach Huntsville zurück und nahm seine Tätigkeit als Anwalt wieder auf. Er verstarb am 3. Juli 1884 und wurde auf dem Maple Hill Cemetery in Huntsville beigesetzt.